# Reserva índia Agua Caliente
La reserva índia Agua Caliente és el territori de la Banda Agua Caliente dels Indis Cahuilla de la Reserva Índia Agua Caliente una tribu reconeguda federalment dels amerindis cahuilla, situada al comtat de Riverside (Califòrnia).

## Reserva
La Reserva índia Agua Caliente fou fundada en 1896 i ocupa 31.610 acres. Des que 6.700 acres de la reserva són dins els límits de la ciutat de Palm Springs (Califòrnia), la tribu és el principal terratinent col·lectiu. La tribu posseeix Indian Canyons, situat al sud-oest de Palm Springs. Els canyons es troben al National Register of Historic Places. També tenen terra pròpia al Santa Rosa and San Jacinto Mountains National Monument.

## Govern
La seu de la tribu és a Palm Springs (Califòrnia). Van ratificar la seva pròpia constitució i estatuts en 1957, quan guanyaren el reconeixement federal.

## Llengua
Agua Caliente és una de les tres reserves on es localitzaven parlants del dialecte "Pass" del cahuilla, les altres dues eren la reserva Morongo i la reserva índia Augustine. El Pass Cahuilla és un dialecte cahuilla que forma part de la branca Cupan ce les llengües takic, part de la família uto-asteca. Malgrat els esforços de revitalització posats en marxa, tots els dialectes de Cahuilla són considerats extingits tècnicament puix que ja no es parla a la llar i els nens ja no les aprenen com a llengua materna. El darrer parlant nadiu de Pass Cahuilla va morir en 2008.

## Programes i desenvolupament econòmic

### Programes tribals i serveis familiars
Els Serveis Familiars Tribals foren establerts en 2003 per impulsar programes socials i educacionals. Altres serveis inclouen preservació cultural, desenvolupament infantil i escolarització.
El cementiri Jane Augustine Patencio els proporciona serveis funeraris. (L'artista de Palm Springs Carl Eytel és un dels pocs no indis enterrats al cementiri.)

### Museu Cultural Agua Caliente
El Museu Cultural Agua Caliente de Palm Springs fou fundat per la tribu en 1991. Alberga col·leccions permanents i arxius, una biblioteca de recerca i exposicions itinerants, així com la seu d'un festival de cinema anual.

### Spa resort i casinos
La tribu posseeix dos casinos grans: el Spa Resort Casino es troba al centre de Palm Springs als banys termals originals i el Casino Agua Caliente Rancho Mirage és a Rancho Mirage (Califòrnia). El resort a Rancho Mirage també inclou un hotel, centre de fitness i spa, el Canyons Lounge, i set restaurants diferents. El Spa Resort Casino, obert en 2003, ofereix joc, un hotel, el Cascade Lounge, i quatre restaurants.

## Notables membres tribals
- Alguns líders tribals notables han estat guardonats amb les "Golden Palm Stars" de la Palm Springs Walk of Stars com:[10]
  - Richard Milanovich – Cap de la Banda Agua Caliente
  - Flora Agnes Patencio – ancià cahuilla
  - Ray Leonard Patencio – líder cahuilla
  - Peter Siva – cap tribal cahuilla
- Woodchuck Welmas (1891–1968) – jugador de fútbol professional de la NFL en la dècada de 1920